# Региональная лига Германии по футболу
Региональная лига Германии по футболу (нем. Fußball-Regionalliga) — с сезона 2008/09 четвертая по силе, полупрофессиональная футбольная лига Германии. Чемпионат разделен на пять зон: «Бавария», «Север», «Северо-Восток», «Запад», «Юго-Запад». Команды, занявшие в своих зонах первое место, выходят в Третью лигу.
В период с 1963 по 1972 год Региональная лига была второй по силе после Бундеслиги, потом в течение 20 лет не проводилась. В 1994 году стала третьей по силе между Второй Бундеслигой и Оберлигой.
Вначале Региональная лига включала в себя пять зон («Север», «Запад», «Берлин», «Юго-Запад» и «Юг»), с сезона 1994/95 — четыре («Север», «Северо-Восток», «Запад/Юго-Запад» и «Юг»), с 2000/01 — две («Север», «Юг»), с 2008/09 — три («Север», «Юг», «Запад»), с 2012/13 — пять («Бавария», «Север», «Северо-Восток», «Запад», «Юго-Запад»).

## Изменения в структуре Региональных лиг

### Изменения в 2012 году
В октябре 2010 года было принято решение об очередном изменении. Количество лиг было решено расширить, доведя их число до пяти, восстановив несуществующую до этого момента Региональную лигу «Северо-Восток» (нем. Regionalliga Nordost) и основав новую лигу — Региональную лигу «Бавария» (нем. Regionalliga Bayern).
Также стало известно, что Региональная лига «Запад» потеряет входящие сейчас в неё клубы из юго-западных регионов страны, которые уйдут в новую лигу, сформированную из этих клубов и из клубов Региональной лиги «Юг» (нем. Regionalliga Süd) без учета баварских команд.
Новая система будет реализована в течение сезона 2012/13. Также было принято решение о сокращении резервированных клубов Региональной лиги до семи.
Пятеро чемпионов Оберлиги и команды, занявшие второе место в Региональной лиге «Юго-Запад», будут затем играть на вылет за право занять одно из трёх мест, позволяющих пройти в более высшую лигу, в двух играх — одну «дома» и другую «на выезде». Новая лига будет состоять из 22 клубов в первом сезоне, однако, затем их количество будет сокращено до 16 или 18. Региональные лиги будут управляться не Немецким футбольным союзом, а местными футбольными ассоциациями. Только семерым из них позволено будет играть в лиге. Фарм-клубы команд, выступающих в Третьей Бундеслиге, не допускаются к участию в Региональной лиге.
Реорганизация Региональных лиг так скоро после изменений 2008 года стала необходима по причине большого количества банкротств, постигших ряд игравших в них ранее клубов. Это было вызвано отсутствием медиа-интереса к ним, а также большой стоимостью участия и требованиями инфраструктур.
Пять Региональных лиг, существующих с начала сезона 2012/13:
- Региональная лига «Север» (Нижняя Саксония, Шлезвиг-Гольштейн, Бремен и Гамбург)
- Региональная лига «Северо-Восток» (Бранденбург, Берлин, Мекленбург-Передняя Померания, Саксония-Анхальт, Тюрингия и Саксония)
- Региональная лига «Запад» (Северный Рейн-Вестфалия)
- Региональная лига «Юго-Запад» (Рейнланд-Пфальц, Саарланд, Гессен и Баден-Вюртемберг)
- Региональная лига «Бавария» (Бавария)

## Рекорды Регионаллиги

### 1963—1974 (по пяти зонам)
- Наибольшее число очков за сезон: 63 (93*) — «Айнтрахт Брауншвайг» в сезоне 1973/74 после 36 игр.
- Наименьшее число очков за сезон: 3 (3*) — «Германиа Меттерних» в сезоне 1966/67 после 30 игр.
- Наибольшее число голов за сезон: 146 — «Бавария Мюнхен» в сезоне 1964/65 после 36 игр.
- Наибольшее число голов: 52 — Гюнтер Преппер («Вупперталер»), в сезоне 1971/72.
- Наименьшее количество голов за сезон: 15 — «Алемания Берлин» в сезоне 1973/74 после 33 игр и «Шпортфройнде Нойкельн» в сезоне 1969/70 после 26 игр.
- Наибольшая разница между забитыми и пропущенными мячами: +114 (146:32) — «Бавария Мюнхен» в сезоне 1964/65 после 36 игр.
- Рекорд посещаемости: 90 000 человек — матч «1860 Мюнхен» — «Аугсбург» 15 августа 1973.

(* После введения правил, по которым за победу присваивались 3 очка)

### 1994—2000 (по четырём зонам)
- Наибольшее число очков за сезон: 92 — «Теннис Боруссия Берлин» в сезоне 1997/98 после 34 игр.
- Наименьшее число очков за сезон: 10 — «Ремшайд» в сезоне 1998/99 после 32 игр и «Лонхоф» в сезоне 1999/2000 после 34 игр.
- Наибольшее число голов за сезон: 120 — «Ганновер 96» в сезоне 1997/98 после 34 игр.
- Наименьшее количество голов за сезон: 19 — «Зальмрор» в сезоне 1999/2000 после 36 игр)
- Наибольшая разница между забитыми и пропущенными мячами за сезон: +91 (120:29) — «Ганновер 96» в сезоне 1997/98 после 34 игр)
- Рекорд посещаемости: 55 000 человек — матч «Ганновер 96» — «Энерги Котбус», состоявшийся 29 мая 1997 года за право выхода во Вторую Бундеслигу.

### 2000—2008 (по двум зонам)
- Наибольшее число очков за сезон: 76 — «Аугсбург» в сезоне 2005/06 после 34 игр и «Рот-Вайсс» (Эссен) в этом же сезоне после 36 игр
- Наименьшее число очков за сезон: 10 — «Эшборн» в сезоне 2005/06 (одна победа) и «1. Кайзерслаутерн II» в сезоне 2006/07 (без побед) после 34 игр у обеих команд.
- Наибольшее число голов за сезон: 77 — «Рот-Вайсс» (Эссен) в сезоне 2003/04 после 34 игр
- Наименьшее количество голов за сезон: 15 — «Эшборн» в сезоне 2005/06 после 34 игр
- Лучшая разница между забитыми и пропущенными мячами за сезон: +51 — «Рот-Вайсс» (Эссен) в сезоне 2003/04 после 34 игр
- Худшая разница забитых и пропущенных мячей: −69 — «Эшборн» в сезоне 2005/06 после 34 игр.
- Рекорд посещаемости: 38 500 человек — «Фортуна Дюссельдорф» — «Унион Берлин» 10 сентября 2004 года

### 2008—2012 (по трём зонам)
- Наибольшее число очков за сезон: 73 — «Хольштайн Киль» в сезоне 2008/09 после 34 игр.
- Наименьшее число очков за сезон: 17 — «Унтерхахинг II» в сезоне 2008/09 после 34 игр.
- Наибольшее число голов за сезон: 86 — «Боруссия Дортмунд II» в сезоне 2008/09 после 34 игр.
- Наименьшее количество голов за сезон: 21 — «Саксония Лейпциг» в сезоне 2008/09 после 34 игр.
- Лучшая разница между забитыми и пропущенными мячами за сезон: +42 — «Гессен Кассель» в сезоне 2008/09 после 34 игр.
- Худшая разница забитых и пропущенных мячей: −52 — «Гроссбардорф» в сезоне 2008/09 после 34 игр.
- Рекорд посещаемости: 16 495 человек — матч Шальке-04 II — «Рот-Вайсс» (Эссен) 17 августа 2009 года.

### С 2012 (по пяти зонам)
- Наибольшее число очков за сезон: 89 — «Энерги» в сезоне 2017/18 после 34 игр.
- Наименьшее число очков за сезон: 13 — «Грайф» в сезоне 2012/13 после 30 игр. (не считая «Любек» и «Обернойланд», снятые с соревнований, но присутствующие в таблице с 0 очков).
- Наибольшее число голов за сезон: 94 — «Унтерхахинг» в сезоне 2016/17 после 34 игр.
- Наименьшее количество голов за сезон: 19 — «Грайф» в сезоне 2012/13 после 30 игр.
- Лучшая разница между забитыми и пропущенными мячами за сезон: +47 — «Хольштайн» в сезоне 2012/13 после 30 игр.
- Худшая разница забитых и пропущенных мячей: −50 — «Грайф» в сезоне 2012/13 после 30 игр.
- Рекорд посещаемости: 30 313 человек — «Алеманния» (Ахен) — «Рот-Вайсс» (Эссен) 7 февраля 2015 года.